# Token (Eisenbahn)

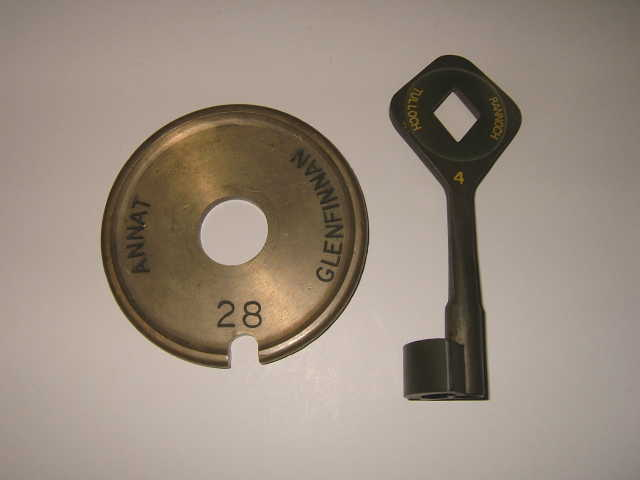
Zwei Beispiele für Token in Form einer Scheibe und eines Schlüssels

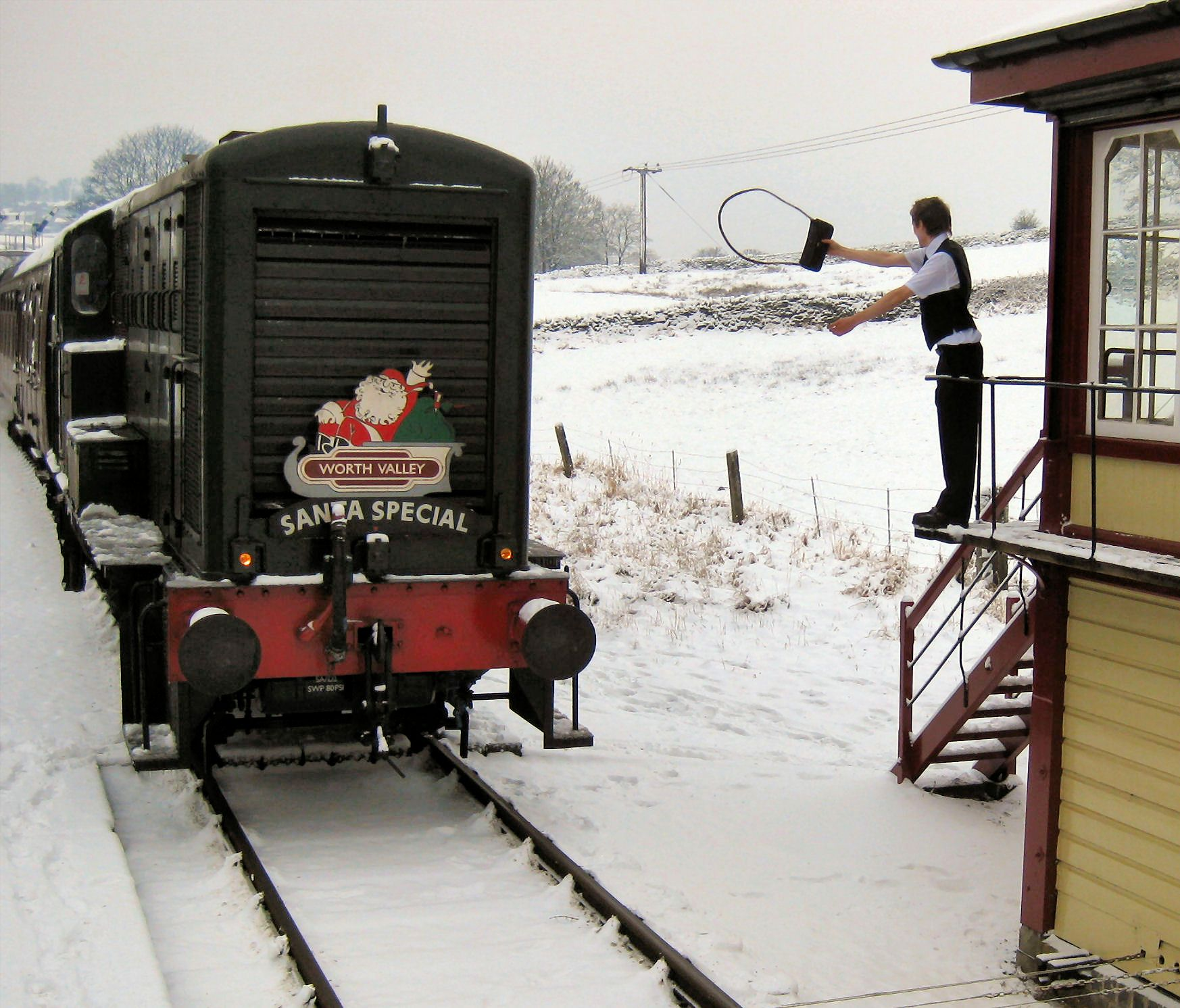
An einem Stellwerk der Keighley and Worth Valley Railway wird das Token vom Stellwerkpersonal an den Lokführer übergeben

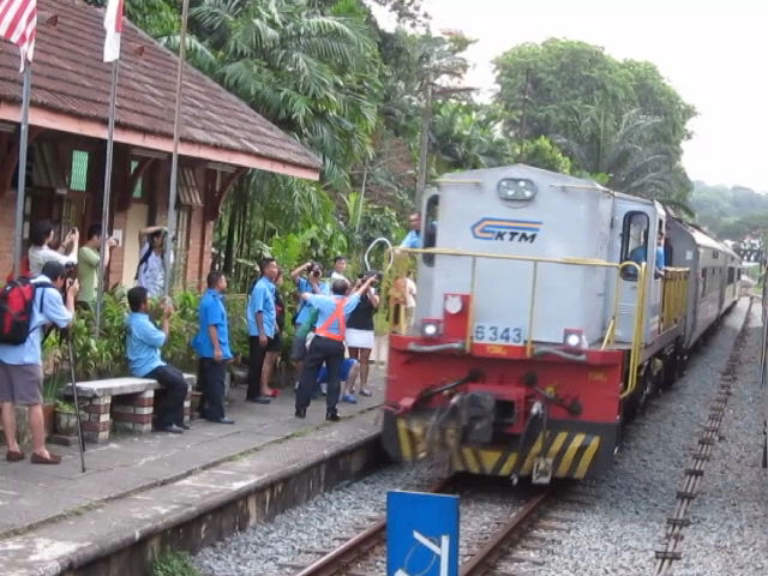
Der Lokführer übernimmt den Token vom Bahnhofsvorstand in einem Bahnhof der Keretapi Tanah Melayu in Singapur

Als Token, Zugstab, Signalstab, Streckenstab oder Knüppel bezeichnet man im Eisen- und Straßenbahnwesen ein Objekt zur Sicherung von Zugfahrten, dessen Besitz zum Befahren eines eingleisigen Streckenabschnitts berechtigt.

## Verbreitung
Tokensysteme zur Zugsicherung waren oder sind auf den Britischen Inseln, in den ehemaligen britischen Kolonien und bei der State Railway of Thailand verbreitet. Auch im deutschsprachigen Raum gab bzw. gibt es Anwendungsfälle, beispielsweise bei der Innsbrucker Mittelgebirgsbahn, der Kirnitzschtalbahn, dem Spreetunnel Stralau–Treptow, den Berliner Ostbahnen, der Selfkantbahn und der Straßenbahn Görlitz. Ebenso kommen sie bei den eingleisigen Abschnitten der T-bane im Osten der Stadt Oslo zum Einsatz.

## Staff and Ticket System

### Grundsatz
In seiner ältesten Form ist der Token ein mit dem Namen des Streckenabschnitts beschrifteter Staffelstab (englisch staff) aus Holz oder Metall. Es existieren jedoch auch andere Formen, beispielsweise Scheiben (englisch tablets) aus Aluminium, Bronze oder Kunststoff mit einem Gewicht von 120 bis 500 Gramm. Außerdem gab es auch Schlüssel (englisch keys) oder verschiedenfarbige Warnwesten, wie sie bei der Rittner Bahn verwendet werden. Der Triebfahrzeugführer erhält den Token vom Bahnhofsvorsteher oder Stellwerkswärter des Ausgangsbahnhofs und gibt ihn im Zielbahnhof wieder ab. Da es für jeden eingleisigen Streckenabschnitt nur einen Token gibt, werden Kollisionen effektiv verhindert, sofern das System korrekt angewendet wird.

### Durchfahrende Züge
Das System war auf Strecken, auf denen durchgehende Züge verkehrten, nachteilig. Sie mussten an Kreuzungsstellen und Bahnhöfen ihre Geschwindigkeit so weit herabsetzen, dass sie der Token des durchfahrenen Streckenabschnitts abgeben und der für den neuen Streckenabschnitt entgegennehmen konnten. Die Bahngesellschaften schrieben eine Maximalgeschwindigkeit von 16 km/h (10 mph) vor, das Personal versuchte jedoch oft, schneller zu fahren. Die Übergabe erfolgte mithilfe eines Rings von etwas 40 cm Durchmesser, an dem eine Ledertasche mit dem Token befestigt war. Der Heizer nahm den Token auf, indem er aus der fahrenden Lokomotive den Arm durch den Ring steckte, den der Stellwerkswärter ihm entgegenhielt. Wurde die Übergabe bei zu hoher Geschwindigkeit durchgeführt, bestand Verletzungsgefahr für die Beteiligten.
Um zu vermeiden, dass die Züge in den Bahnhöfen abbremsen mussten, wurden automatische Tokenaustauschsysteme eingeführt. Diese bestanden aus einem am Boden stehenden Teil, an dem der Stellwerkswärter den Token für den nächsten Streckenabschnitt befestigte, sowie einem Tokenfänger, der den Token vom fahrenden Zug abnahm. An der Seite der Lokomotive war eine Vorrichtung angebracht, die als Tokenfänger für den neue Token diente und den alten Token an den Tokenfänger des Bahnhofs abgab. Beide Vorrichtungen waren so gestaltet, dass sie den Zugverkehr nicht beeinträchtigten, wenn sie nicht benutzt wurden. Das heißt, die stationäre Vorrichtung wurde nur bei Benutzung in die Nähe des Fahrzeugumgrenzungsprofils gebracht und die Vorrichtung an der Lokomotive wurde erst ausgeklappt, wenn sich der Zug der Übergabestelle näherte, weil sie aus dem Lichtraumprofil ragte. Bei der London, Midland and Scottish Railway (LMS) waren drei verschiedene Systeme im Einsatz, die nach ihren Erfindern als Manson-, Whitaker- oder Bryson-System bezeichnet wurden und teilweise auch von anderen britischen Bahngesellschaften verwendet wurden. Die Systeme erlaubten Geschwindigkeiten von bis zu 100 km/h (60 mph). Das Problem war jedoch, wie bei der Übergabe in kurzer Zeit der neue Token auf die Geschwindigkeit des Zuges beschleunigt wurde und der alte Token schadlos abgebremst werden konnte.

### Pulkfahren
Nachteilig ist offensichtlich, dass nicht zwei Züge hintereinander in derselben Richtung fahren können, sondern der Stab erst von einem in Gegenrichtung fahrenden Zug zum Ausgangspunkt zurückgebracht werden muss. Eine Lösung für dieses Problem ist das sogenannte Pulkfahren. Dabei erhalten alle Züge, die in derselben Richtung fahren, erhalten statt des Stabes eine mündliche oder schriftliche Fahrerlaubnis. Ausgenommen davon ist der letzte Zug des Pulks, der den Stab mitnimmt. Aus Sicherheitsgründen muss dem Triebfahrzeugführer bei der Übergabe der Fahrerlaubnis der Stab gezeigt werden, damit er sich davon überzeugen kann, dass dieser noch am Startpunkt liegt und nicht möglicherweise bereits einem früheren Zug mitgegeben wurde. Erst nachdem der letzte Zug des Pulks, der den Stab transportiert, den Zielbahnhof erreicht hat, darf ein Zug in Gegenrichtung fahren. Dieses Vorgehen wird als staff and ticket system bezeichnet, kann Auffahrunfälle jedoch nicht verhindern, weshalb bei liegengebliebenen Zügen sofort Personal ausgesandt werden muss, um nachfolgende Züge zum Halten zu bringen.

## Elektrisches Zugstabsystem

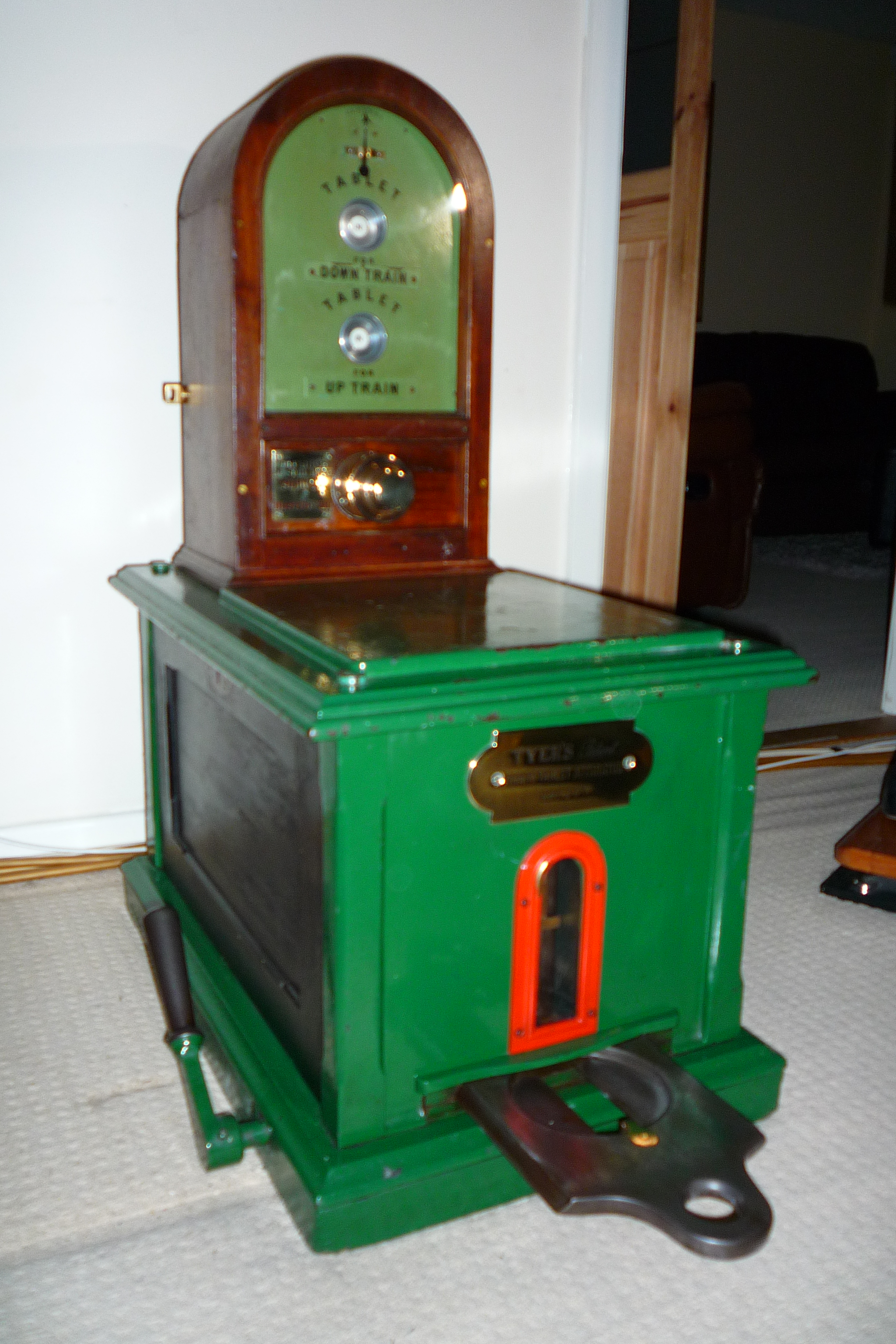
Tyer’s No. 6 Tablet Instrument – ein Gerät, das in einem Electric Token Block die scheibenförmigen Token ausgibt und entgegennimmt.

Bei diesem auch Electric Token Block genannten, bei englischen Eisenbahnen entwickelten System existieren jeweils mehrere Token. Diese werden in zwei Geräten am Anfang und am Ende des eingleisigen Streckenabschnitts festgehalten. Diese Geräte sind elektrisch miteinander verbunden, und es kann sich immer nur ein Token außerhalb der Geräte befinden. Damit ist nicht nur ein Gegen-, sondern auch ein Folgefahrschutz realisiert. Die älteste Bauform des Electric Token Blocks ist das 2012 immer noch in Sri Lanka verwendete Electric Tablet System. Ein anderes weit verbreitetes System ist der Webb & Thompson Electric Train Staff.
Nachteilig ist auch hier, dass die Übergabe der Stäbe insbesondere von der Strecke zum Fahrzeug nur bei relativ geringer Geschwindigkeit funktioniert.

## Radio Electronic Token Block
Bei diesem System ist der Token kein Gegenstand mehr, sondern ein verschlüsseltes Signal, das von einer zentralen Leitstelle per Funk an einen Computer im Führerstand des Fahrzeugs übertragen wird. Die Kontrolle, dass für jeden Streckenabschnitt nur ein Token ausgegeben und nach Durchfahren des eingleisigen Abschnitts wieder zurückgenommen wird, erfolgt durch den Computer in der Leitstelle.